# The Dorilton
The Dorilton est une coopérative de logements résidentiels de luxe à Manhattan, à New York. 

## Situation et accès
Il est situé au 171 West 71st Street, à Broadway.

## Architecture
Le bâtiment a été conçu par Janes & Leo (en), le cabinet d'architectes basé à New York d'Elisha Harris Janes et Richard Leopold Leo pour le promoteur immobilier Hamilton M. Weed. Sa construction a commencé en 1900 et s'est achevée en 1902.
Le bâtiment est réputé pour son extérieur opulent en calcaire et en brique de style Beaux-Arts, avec des sculptures monumentales, des balcons à balustres et un toit mansardé de trois étages en cuivre et ardoise. La maçonnerie extérieure, les travaux décoratifs en terre cuite (terra-cotta), les cheminées et le toit ont été savamment restaurés en 1998 par le cabinet d'architectes Walter B. Melvin,.
L'historien de l'architecture Andrew Dolkart (en) pense que ce pourrait être « l'immeuble d'habitation le plus flamboyant de New York », avec ses figures sculptées « d'inspiration française » et son énorme portail en fer « rappelant ceux qui gardent les palais français ».
L'historien de l'architecture Francis Morrone (en) le considère comme l'un des grands immeubles à appartements de la ville.
Le bâtiment a été désigné monument de la ville de New York en 1974. Il a été ajouté au Registre national des lieux historiques en 1983.

## Galerie

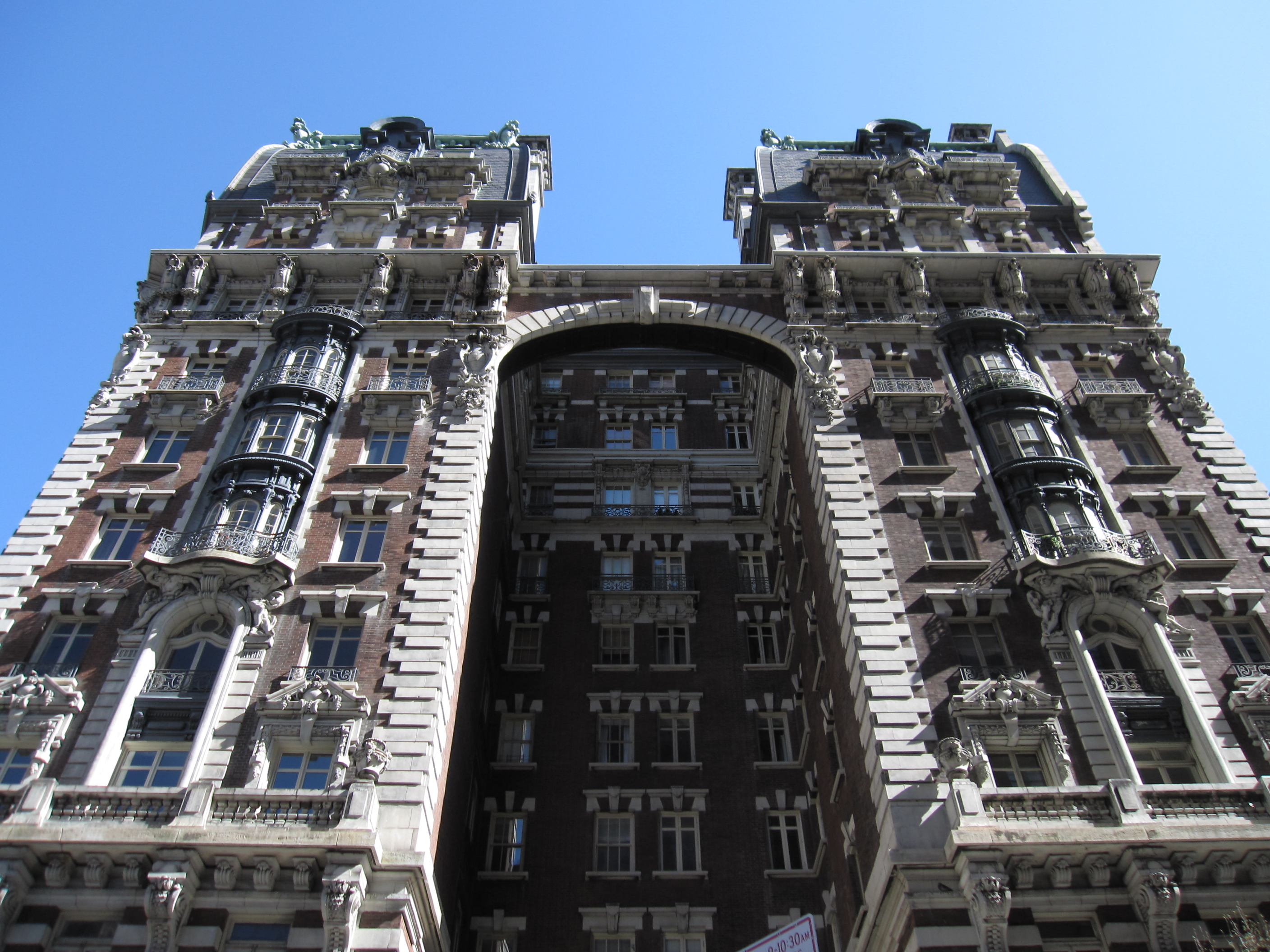
Façade principale.
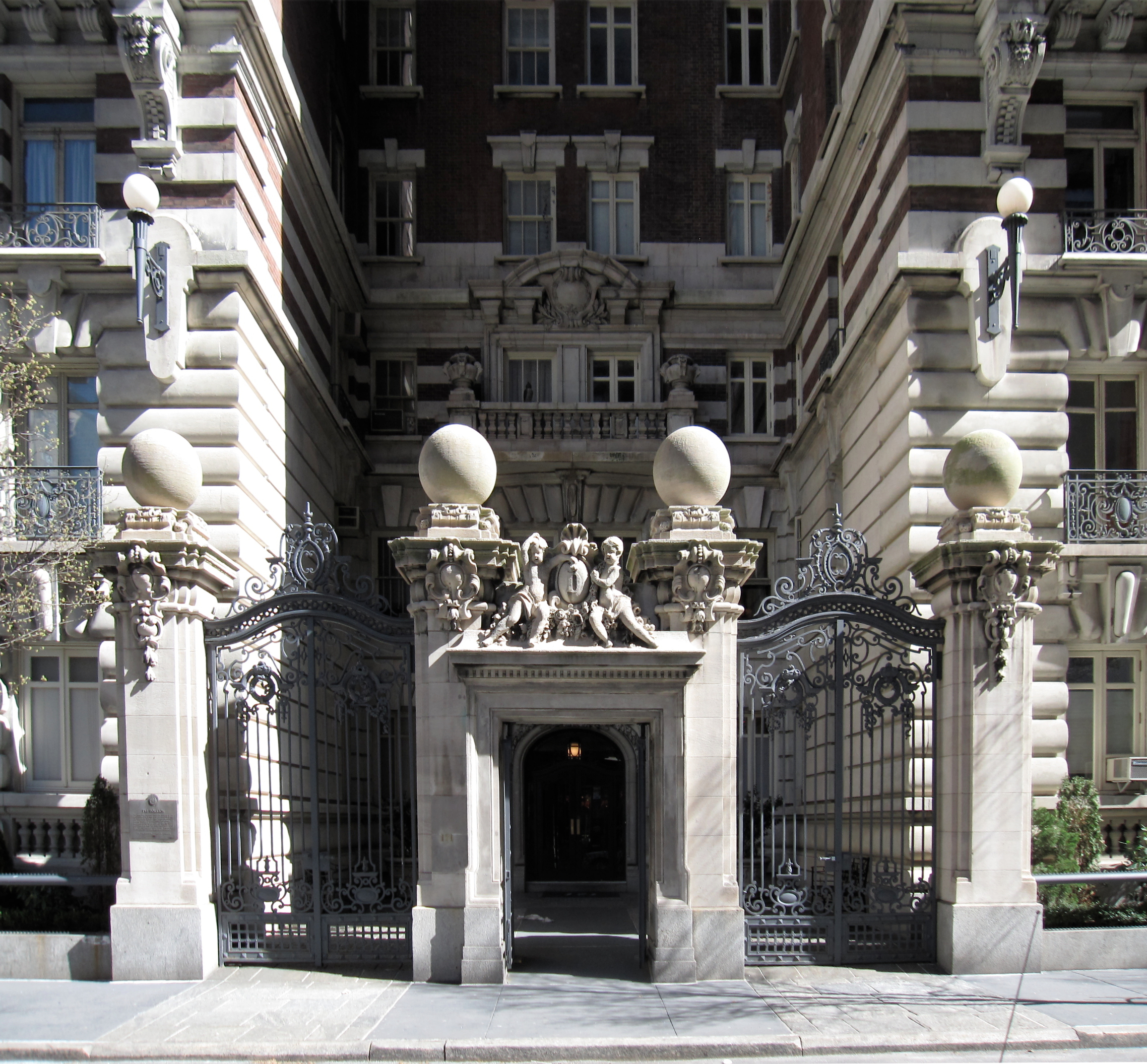
Entrée principale.
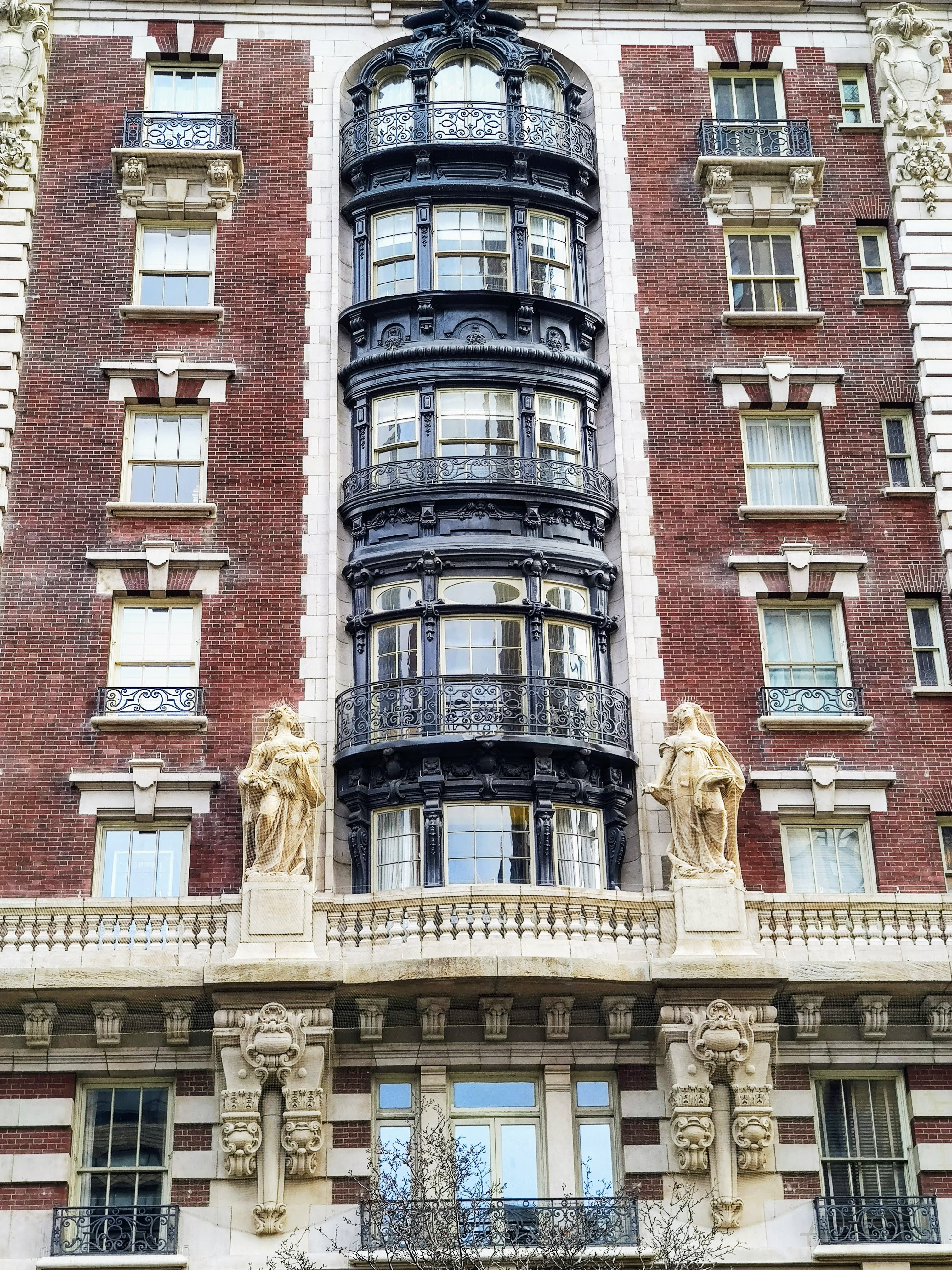
Façade sur Broadway.
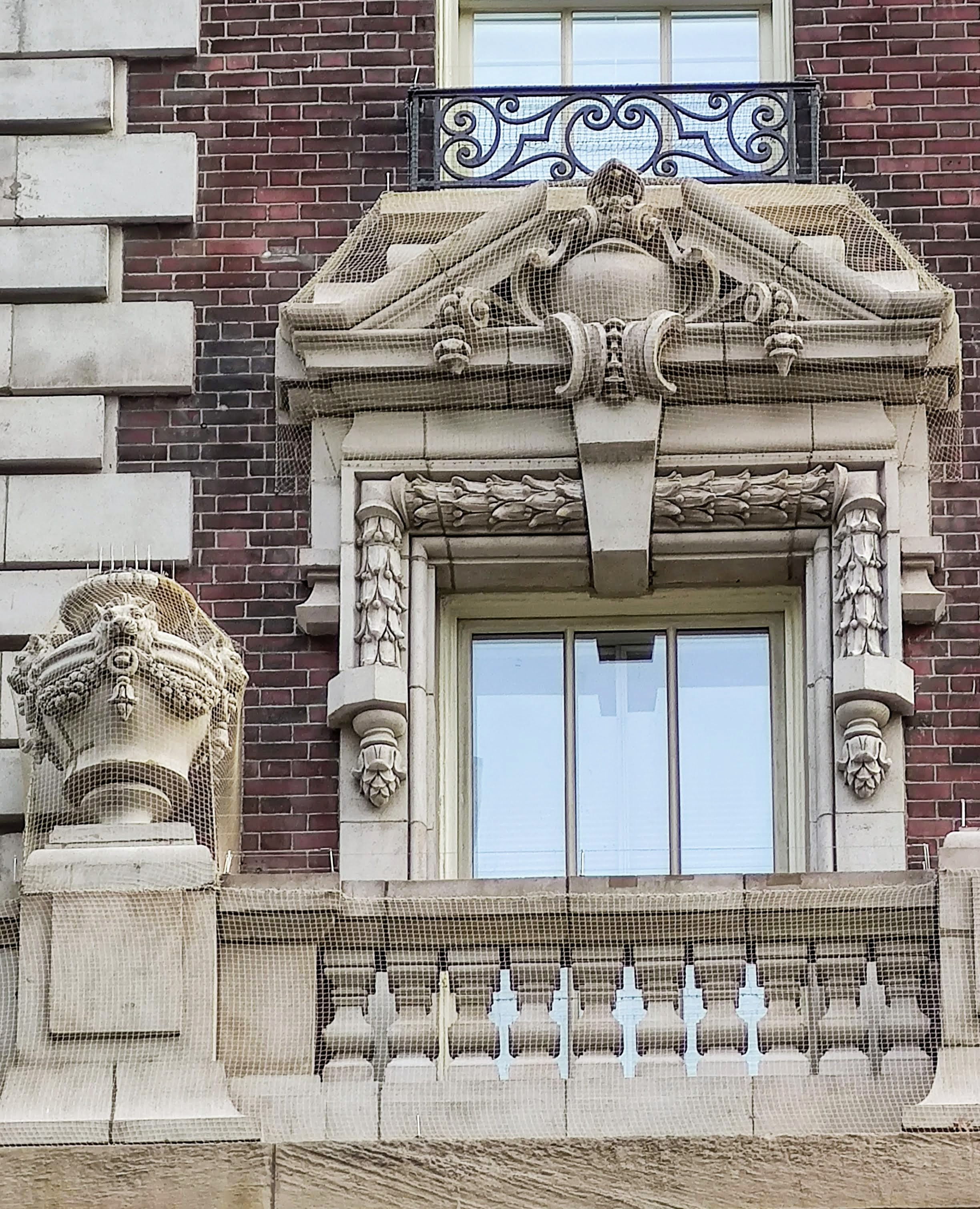
Détail.
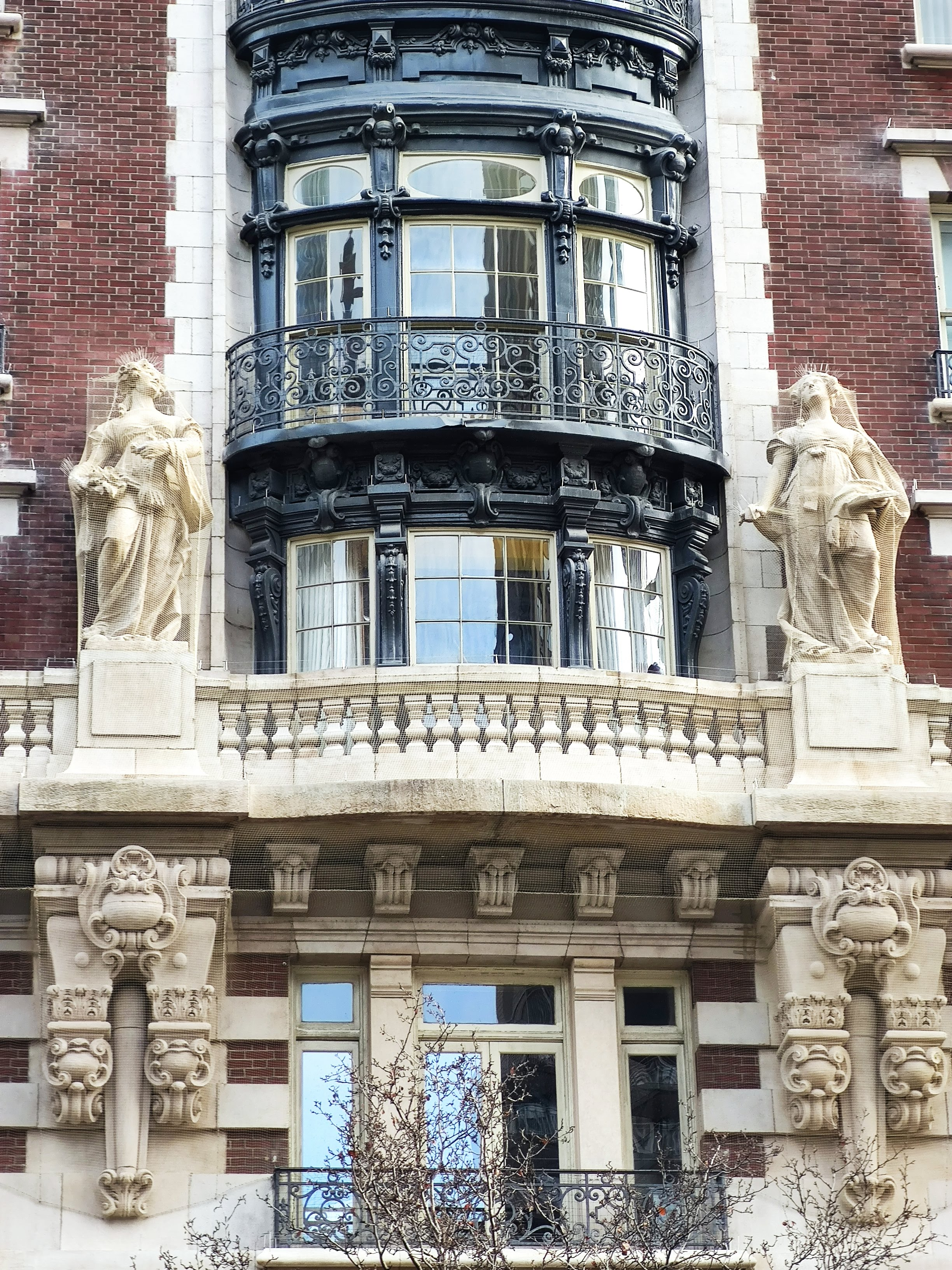
Détail.
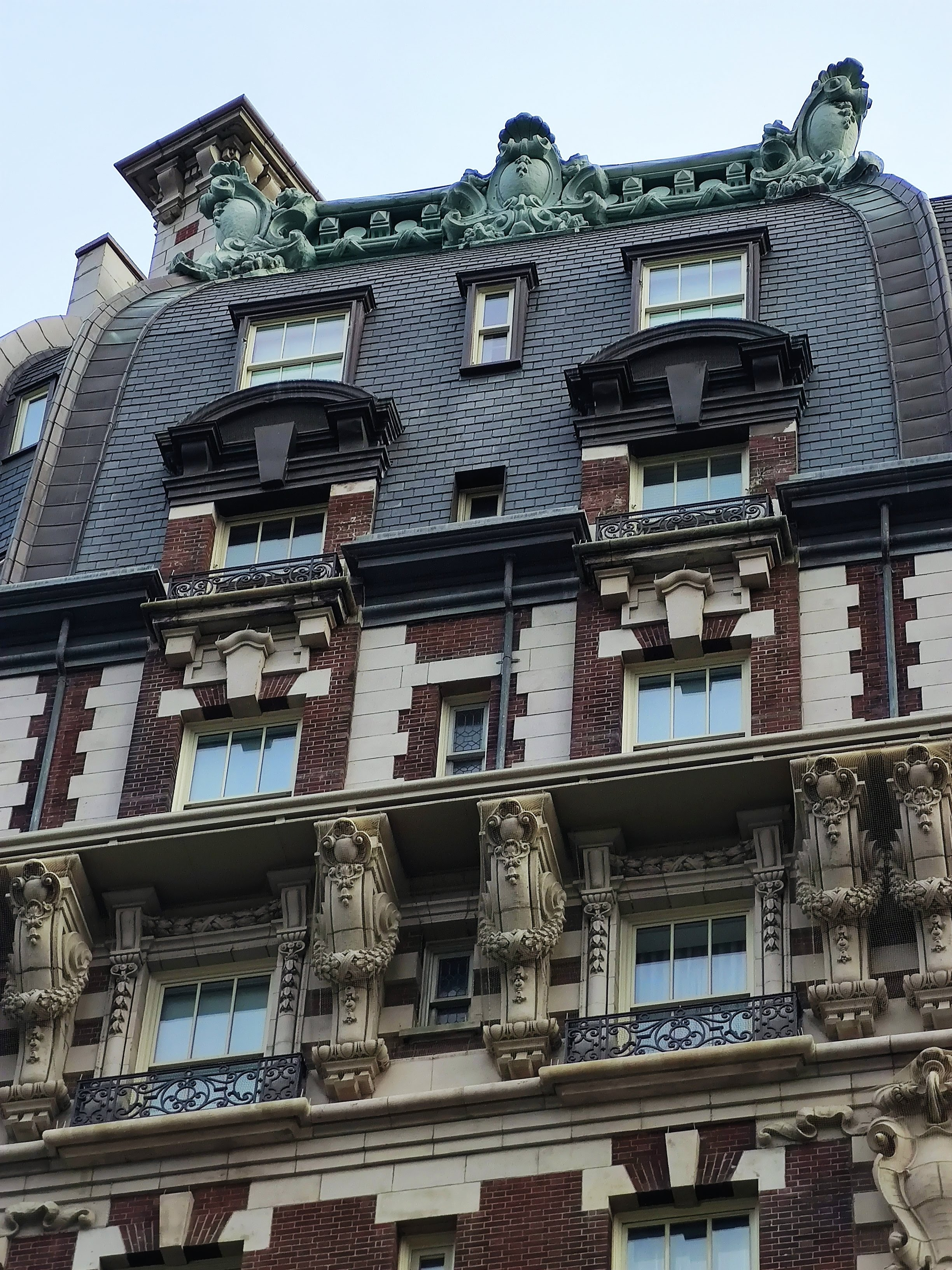
Détail.

## Résidents
- L’acteur Nathan Lane s’est installé à cette adresse en 2022[8].